# Teresa Barska
Teresa Barska, również jako Teresa Smus, Teresa Smus-Barska (ur. 20 lipca 1938 w Warszawie) – polska scenograf filmowa i dekoratorka wnętrz. Ukończyła ASP w Warszawie. Laureatka Nagrody za scenografię do filmu Wśród nocnej ciszy na Festiwalu Polskich Filmów Fabularnych w Gdańsku w 1978.

## Wybrana filmografia
jako autorka scenografii:
- Polowanie na muchy (1969)
- Trzecia część nocy (1971)
- Samochodzik i Templariusze (1971) - serial
- Dzieje grzechu (1975)
- Smuga cienia (1976)
- Szaleństwo Majki Skowron (1976) - serial
- Wodzirej (1977)
- Wśród nocnej ciszy (1978)
- Znachor (1981)
- Wielka majówka (1981)
- Był jazz (1981)
- Matka Królów (1982)
- Karate po polsku (1982)
- Planeta krawiec (1983)
- Miłość z listy przebojów (1984)
- Spowiedź dziecięcia wieku (1985)
- Anioł w szafie (1987)
- Ostatni dzwonek (1989)

jako autorka dekoracji wnętrz:
- Znachor (1981)
- Żuraw i czapla (1985) - serial